# Pachyodes leucomelanaria
Pachyodes leucomelanaria  là một loài bướm đêm trong họ Geometridae.